# Iavolohapaleis
Het Iavolohapaleis is een paleis in Madagaskar, 15 kilometer ten zuiden van de hoofdstad Antananarivo. Het is de ambtswoning van de president van Madagaskar. De voormalige ambtswoning was het Ambohitsorohitrapaleis. 